# Baronet

herb Ulsteru udostajniający herby baronetów

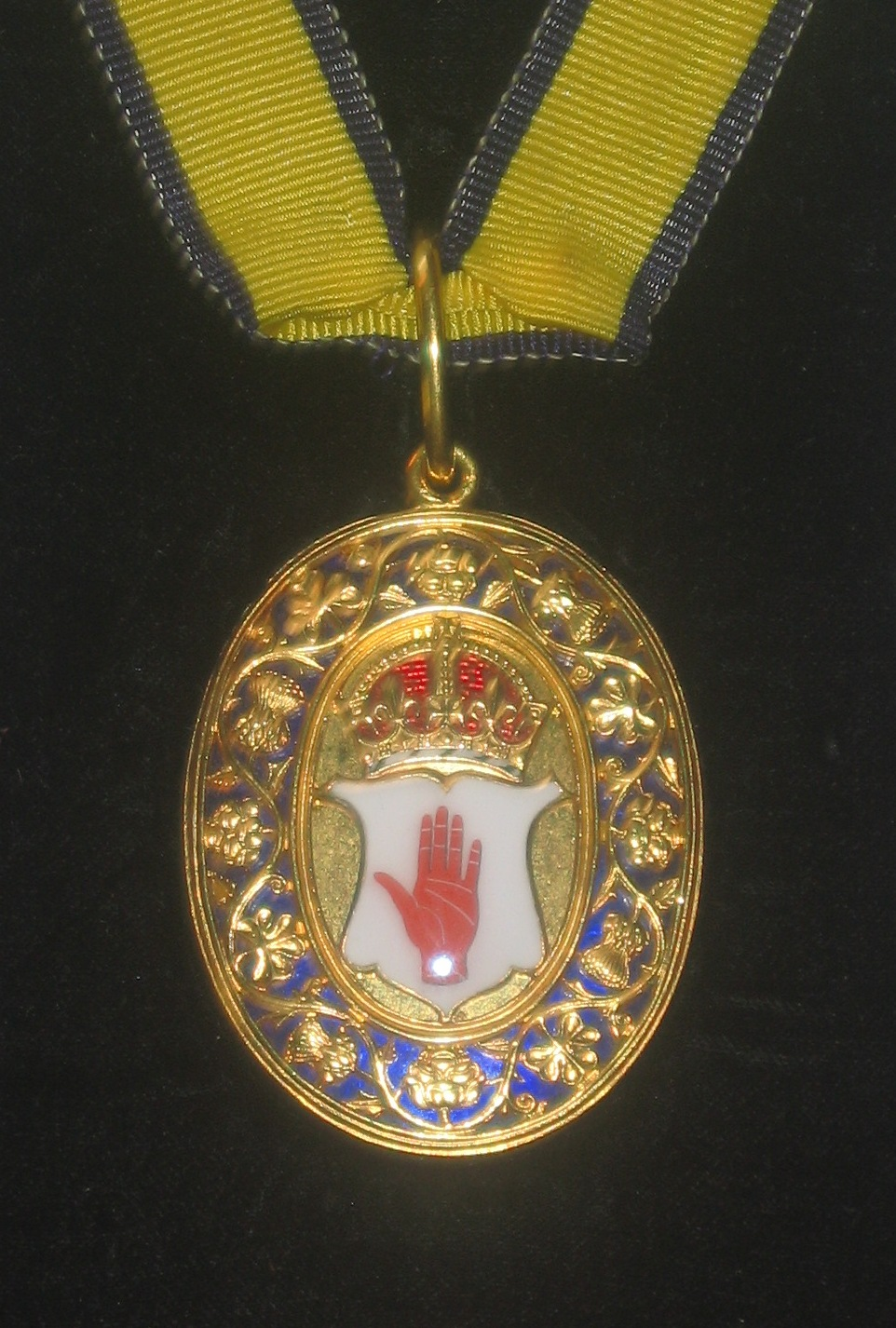
Odznaka baroneta Zjednoczonego Królestwa

Baronet – jedyny dziedziczny, szlachecki ale niearystokratyczny (nieparowski) brytyjski tytuł honorowy. Sporadycznie nadawany już w XIV w., ale w obecnej, dziedzicznej formie został ustanowiony przez Jakuba I w 1611 r. jako zachęta dla kolonizacji Ulsteru. Baronet otrzymywał dziedziczny tytuł rycerski, zaszczytny dodatek do herbu (małą tarczę z herbem Ulsteru – tzw. „Krwawa dłoń Ulsteru”, umieszczany w kantonie lub w tarczy sercowej), order i nadanie ziemi. W zamian zobowiązany był do wystawienia oddziału wojska dla kolonizacji Irlandii. W 1625 r. ustanowiono tytuł baroneta Szkocji dla wsparcia kolonizacji Nowej Szkocji. Baronet nowej Szkocji otrzymywał podobnie dziedziczny tytuł rycerski, dodatek do herbu w postaci kantonu z krzyżem św. Andrzeja i nadanie 18 mil kwadratowych ziemi na wybrzeżach Nowej Szkocji.
Po zjednoczeniu Anglii i Szkocji w 1707 r. zaprzestano nadawania obu tytułów wprowadzając jednolity tytuł baroneta Wielkiej Brytanii.
Od 1801 r. nadawany jest konsekwentnie tytuł baroneta Zjednoczonego Królestwa.
Tytuł baroneta dziedziczony jest według prawa primogenitury przez najstarszego syna, z wyłączeniem kobiet. W przypadku braku spadkobiercy przechodzi na kolejnego spadkobiercę z młodszej linii rodu.
Tytuł baroneta uprawnia do formuły „sir” przed imieniem lub imieniem i nazwiskiem. Po nazwisku podaje się nazwę tytułu (tzw. post-nominal letters) – „Baronet” lub skrótowo „Bart.” albo „Bt”, przy uroczystych okazjach dodając kolejny numer nosiciela tytułu. Żona baroneta tytułowana jest „Lady” przed imieniem lub nazwiskiem.
Znane są trzy wyjątkowe przypadki otrzymania lub odziedziczenia (za specjalną zgodą monarchy) tytułu baroneta przez kobiety – tytułowane „Dame” przed imieniem lub imieniem i nazwiskiem i tytułem „Baronetess” lub „Btss” po nazwisku.

## Znane osoby z tytułem baroneta
- Robert Baden-Powell – twórca skautingu
- Philippe de Carteret III – Senior Sarku i baliw Jersey
- Samuel Cunard – magnat okrętowy
- Edward Elgar – kompozytor
- Henry Royce – współzałożyciel firmy samochodowej Rolls-Royce (motoryzacja)
- Walter Scott – pisarz
- Denis Thatcher – mąż byłej premier Wielkiej Brytanii Margaret Thatcher
- Oswald Mosley – założyciel Brytyjskiej Unii Faszystów i twórca koncepcji „Europe a Nation”